# New Point
New Point – miasto w Stanach Zjednoczonych, w stanie Indiana, w hrabstwie Decatur.